# 유직고실
유직고실(有職故実)은 일본에서 예로부터 내려오는 선례에 의거해 관직이나 의식ㆍ예복 등에 대한 것을 연구하는 학문을 가리키는 말이다. '유직'이란 과거의 선례에 관한 지식, '고실'은 공ㆍ사 행동의 시비에 관한 설득력 있는 근거나 규범 따위를 가리킨다. 그리고 그러한 지식에 통달한 사람을 유직자(有職者)라고 불렀다. 후에는 그냥 '유직'이라고 부르게 되었다.
현대 일본어에서 깊은 학식이나 식견이 있는 사람을 가리켜 '유시키샤(有識者)'라 부르는 것은 여기서 유래한 것이다.

## 에도 시대 이전

### 공가고실(公家故実)
일본에서는 헤이안 시대 중기부터 '선례'를 전하는 지식의 체계화가 진행되어, 후지와라노 다다히라(藤原忠平)의 집정기에 의례의 기본형이 확립되었다. 다다히라는 모토야스 친왕(本康親王) ㆍ 사다야스 친왕(貞保親王)을 통해 이어받은 아버지 후지와라노 모토쓰네(藤原基経)의 지식, 형 후지와라노 도키히라(藤原時平)의 학설, 칙명이나 외기일기(外記日記)를 참조해 합리적인 의례 체계를 만들어냈다. 다다히라의 지식은 구전으로 그의 두 아들에게 이어졌고, 형 사네요리(實賴)의 오노미야류(小野宮流), 동생 모로스케(師輔)의 구조류(九条流)라는 양대 유파를 탄생시켰다. 또한 다다히라의 다섯째 아들 모로타다(師尹)의 고이치조류(小一條流)도 생겨났으며, 나중에 구조류에서 갈라져 나온 고토류(御堂流)도 성립했다. 인세이(院政) 시기에 미나모토노 모로요리(源師頼)를 선조로 하는 쓰치미카도류(土御門流, 무라카미 겐지村上源氏 계열)와 미나모토노 아리히토(源有仁)을 선조로 하여 그의 연척이었던 도쿠다이지 사네사다(德大寺實定)ㆍ산조 가네후사(三條實房) 등이 완성시킨 하나조노류(花園流, 간인류閑院流 계열)도 있었다고 여겨진다. 후에 관사청부제(官司請負制)가 침투하면서 유직고실을 가업으로 삼는 집안도 생겨났는데, 도쿠다이지(德大寺) 집안(구조류)이나 오이미카도(大炊御門) 집안(고토류)이 그것이다.
유직고실에 관해 그 원점은 관에서 편찬한 의식 관련 책자에서 유래를 찾을 수 있지만, 후에 귀족들은 자신들의 일기에 유직고실을 기록해 남겼고 자손이 그 대대의 일기를 집성해 유직고실서를 편찬하게 되었다. 유직고실서 중에서도 미나모토노 다카아키라(源高明)의 《니시노미야기》(西宮記), 후지와라노 긴토(藤原公任)의 《호쿠잔쇼》(北山抄), 오에노 마사후사(大江匡房)의 《고케시다이》(江家次第) 이들 세 책은 '후세의 귀감'이라 불리며 특별 취급을 받았다. 무로마치 시대(室町時代)의 이치조 가네야스는 이 세 책에 대해 《니시노미야기》는 고례(古禮), 《호쿠잔쇼》는 이치조 천황(一條天皇) 시대 이후, 《고케시다이》는 고산조 천황(後三條天皇) 시대 이후의 의식을 기록한 것이라고 적고 있다.
가마쿠라 시대 이후에는 분야별로 세분화된 전문 연구가 왕성해졌는데, 의식에 대해서는 준토쿠 천황(順德天皇)의 《긴비쇼》(禁秘抄), 고다이고 천황의 《겐무렌츄코시》(建武年中行事), 이치조 가네야스의 《구지콘겐》(公事根源)이 있었고, 관직 제도에 대해서는 기타바타케 지카후사(北畠親房)의 《시쓰겐쇼》(職源抄)가, 복식에 대해서는 미나모토노 마사미쓰(源雅亮)의 《아량의복초》(雅亮装束抄) 등의 유직고실서가 저술되었다. 또한 저명한 구게 연구가로서 유명한 인물로서는 남북조 시대의 도인 긴카타(洞院公賢)ㆍ니조 요시모토(二条良基), 무로마치 시대의 간로지 지카나가(甘露寺親長), 아즈치모모야마∼에도(江戶) 초기의 히라타 모토타다(平田職忠), 또 노미야 사다모토(野宮定基)ㆍ히라마쓰 도키카타(平松時方) 등을 들 수 있다.

### 무가고실(武家故実)
헤이안 시대에는 무인의 고실(무관고실)로서 기(紀)씨 집안과 도모(伴氏, 오오토모)씨 집안이 전해졌지만, 무사의 대두와 함께 쇠약해졌다.
가마쿠라 막부를 세운 미나모토노 요리토모(源頼朝)는 고실에 능통한 무사를 존중하여 고실의 복원을 도모했다. 이후 교토에서 단편적으로 유입된 무관고실이나 전통적인 간토 무사들의 관습이 더해져 무가고실의 체계가 잡혀 갔다. 무가고실은 궁마(弓馬)나 군진처럼 실제 전투에 쓰이기도 했던 실용적인 고실이나, 막부나 주군 앞에서의 의례 및 작법 같은 고실도 존재했지만, 시대의 변천에 따른 전법의 변화에 따라 전자는 형식적인 것으로 전락했고, 후자는 구게고실과도 융합되어 무로마치 시대에 이르면 오가사와라류(小笠原流)나 이세류(伊勢流) 같은 유파가 등장하기에 이른다.

## 에도 시대
에도 시대 이후 고전 연구의 발전에 수반하여, 민간에서도 유직고실 연구를 하는 사람이 나타나 세습화되면서, 당시 학문적으로는 정체되기 시작한 공가나 무가의 유직고실 전통에 얽매이지 않는 독자적인 연구도 등장한다. 가와치(河內)의 쓰보이 요시토모(壺井義知)는 민간 출신의 유직고실 연구자로서 관직 및 의복 연구에 대해서는 당대 제일로 여겨졌으며, 심지어 공가마저도 그에게 가르침을 청할 정도였다고 한다. 츠보이의 등장은 당시 정체되어 있던 공가들에게도 자극을 주어, 히라마쓰 도키카타나 노미야 사다모토를 비롯해 시게노이 킨카즈(滋野井公麗)ㆍ우라마쓰 미쓰요(裏松光世) 등에 의해 그 학문적 수준이 훨씬 높아졌다.
무가측에서도 다야스 무네타케(田安宗武)ㆍ마쓰다이라 사다노부(松平定信)ㆍ하나와 호키이치(塙保己一) 등이 주요 연구가로서 알려졌는데, 무가고실에 대해서는 에도 시대의 무가고실의 제1인자로 여겨지는 이세 사다타케(伊勢貞丈)가 다수의 저작을 저술한 것 외에도 《본조군기고》(本朝軍器考)를 저술한 아라이 하쿠세키(新井白石)ㆍ사카키 나가토시(榊原長俊, 사다타케의 제자)ㆍ나카야마 노부나(中山信名, 호키이치의 제자) 등이 연구가로서 알려져 있다.

## 근대 이후
근대에 접어들어 일본에서 봉건적인 공가나 무가 제도가 폐지되면서 실용적인 의미에서의 유직고실 연구의 역사는 끝을 맺었다. 기왕의 학자들이 이루어놓은 일본의 옛 관제 등에 대한 연구는 현대 일본 법제사의 일부가 되었다. 하지만 일본 역사학, 또는 일본 문학 연구의 일환으로서 연구는 이어져 사토 마코토(佐藤誠実)나 와다 히데마쓰(和田英松) 같은 뛰어난 연구가를 배출했다.

## 같이 보기
- 《군서유종》
- 《무가명목초》
- 《속군서유종》
- 《화명유취초》